# Alie Jager
Alie Jager (Marrum, 1949) is een Nederlandse keramiste en beeldhouwster.

## Leven en werk
Jager werd in 1949 in het Friese Marrum geboren. Zij werd opgeleid tot plateelschilderes bij de Koninklijke Tichelaar Makkum. Na haar opleiding werkte ze van 1972 tot 1979 bij Westraven, een onderdeel van de Delftse aardewerkfabriek de De Porceleyne Fles. Ze volgde opleidingen in de keramiek en in de vormgeving onder meer aan de Utrechtse kunstacademie Artibus. Sinds 1981 is zij werkzaam als vrij gevestigd beeldend kunstenaar in het Friese Spanga. Naast haar werk als keramiste maakte zij ook diverse sculpturen in samenwerking met haar echtgenoot, de beeldhouwer Frits Stoop. Gezamenlijk werk van Jager en Stoop is onder meer te zien in de publieke ruimte van Echten en Kalenberg.

## Werk in de publieke ruimte (selectie)
- In de Ribben (2001), Kalenberg (Zuiderzeeroute)
- Tsjûke en March (1996), Echten (Lodo van Hamelpad)

- RKD-Nederlands Instituut voor Kunstgeschiedenis: 96621